# Samuel M. Santos
Gral. Samuel M. Santos fue un militar mexicano que participó en la Revolución mexicana. Nació en Tampamolón, San Luis Potosí, México en 1887. En 1913 se unió al movimiento constitucionalista, operando a su estado natal. Representó a Jacinto B. Treviño en la Convención de Aguascalientes. Fungió como jefe de la Escuela de Práctica Militar en Guadalajara. En 1920 se adhirió al Plan de Agua Prieta; en junio de ese año obtuvo el grado de general de brigada. En 1923 secundó el movimiento delahuertista. Al volver a la vida pública fue miembro del consejo de administración de la Lotería Nacional. Alcanzó el grado de general de División. Murió en la Ciudad de México en 1959.